# Anthomyzidae
Anthomyzidae zijn een familie van vliegen. De wetenschappelijke naam van de familie is voor het eerst geldig gepubliceerd in 1903 door Czerny. Bij de familie zijn 24 geslachten en 105 soorten ingedeeld. In Nederland zijn 10 soorten inheems.

## Taxonomie
De volgende geslachten zijn bij de familie ingedeeld:
- Amnonthomyza Roháček, 1993 (1 soort)
- Amygdalops Lamb, 1914 (14 soorten)
- Anagnota Becker, 1902 (4 soorten)
- Anthomyza Fallén, 1810
- Apterosepsis Richards, 1962 (1 soort)
- Arganthomyza Roháček, 2009[2]
- Barbarista Roháček, 1993 (5 soorten)
- Cercagnota Roháček & Freidberg, 1993 (geen soorten)
- Epischnomyia Roháček, 2006 (1 soort)
- Fungomyza Roháček, 1999  (2 soorten)
- Grimalantha Roháček, 1998  † (1 soort)
- Ischnomyia Loew, 1863
- Margdalops Roháček & Barraclough, 2003 (6 soorten)
- Melanthomyza Malloch, 1933 (1 soort)
- Mumetopia Melander, 1913 (2 soorten)
- Quametopia Roháček & Barber, 2011[3] (3 soorten, waarvan 1 afkomstig uit Mumetopia)
- Paranthomyza Czerny, 1902  (2 soorten)
- Protanthomyza Hennig, 1965 † (1 soort)
- Receptrixa Roháček, 2006 (1 soort)
- Santhomyza Roháček, 1984 (3 soorten)
- Stiphrosoma Czerny, 1928 (18 soorten)
- Typhamyza Roháček, 1992 (1 soort)
- Zealantha Roháček, 2007 (1 soort)

## In Nederland waargenomen soorten
- Genus: Anagnota
  - Anagnota bicolor
- Genus: Anthomyza
  - Anthomyza anderssoni
  - Anthomyza collini
  - Anthomyza gracilis
  - Anthomyza neglecta
- Genus: Fungomyza
  - Fungomyza albimana
- Genus: Paranthomyza
  - Paranthomyza nitida
- Genus: Stiphrosoma
  - Stiphrosoma cingulatum
  - Stiphrosoma laetum
  - Stiphrosoma sabulosum
- Genus: Typhamyza
  - Typhamyza bifasciata